# Deep Purple (album)
Deep Purple treći je studijski album britanskog hard rock sastava Deep Purple, kojeg u Americi 1969. godine objavljuje diskografska kuća 'Tetragrammaton', a u Velikoj Britaniji  'Harvest Records'. Ovaj album je i posljednji kojeg su objavili u originalnoj postavi, a također je poznat pod nazivom 'April'.
Sve skladbe na albumu originalno su djelo sastava, osim pjesme "Lalena, koja je cover od škotskog pjevača Donovana.

## Popis pjesama
1. "Chasing Shadows" (Jon Lord, Ian Paice) – 5:34
2. "Blind" (Lord) – 5:26
3. "Lalena" (Donovan) – 5:05
4. "Fault Line" (Ritchie Blackmore, Nick Simper, Lord, Paice) – 1:46
5. "The Painter" (Rod Evans, Blackmore, Simper, Lord, Paice) – 3:51
6. "Why Didn't Rosemary?" (Evans, Blackmore, Simper, Lord, Paice) – 5:04
7. "Bird Has Flown" (Evans, Blackmore, Lord) – 5:36
8. "April" (Blackmore, Lord) – 12:10

#### Bonus pjesme na CD reizdanju
1. "The Bird Has Flown" (alternativna verzija na a-strani) (Evans, Blackmore, Lord) – 2:54
2. "Emmaretta" (singl b-strana) (Evans, Blackmore, Lord) – 3:00
3. "Emmaretta" (BBC Top Gear session 14. siječnja 1969.) (Evans, Blackmore, Lord) – 3:09
4. "Lalena" (BBC radio session 24. lipnja 1969.) (Donovan) – 3:33
5. "The Painter" (BBC radio session 24. lipnja 1969) (Evans, Blackmore, Simper, Lord, Paice) – 2:18

## Izvođači
- Ritchie Blackmore - gitara
- Rod Evans - prvi vokal
- Nick Simper - bas-gitara, prateći vokali
- Jon Lord - orgulje, klavijature, prateći vokali
- Ian Paice - bubnjevi

### Produkcija
- Producent - Derek Lawrence
- Projekcija - Barry Ainsworth
- Digitalni remastered - Peter Mew at 'Abbey Road' studio, London

## Vanjske poveznice
- Discogs.com - Deep Purple  - Deep Purple